# Clerodendrum tibetanum
Clerodendrum tibetanum là một loài thực vật có hoa trong họ Hoa môi. Loài này được C.Y.Wu & S.K.Wu mô tả khoa học đầu tiên năm 1978.